# Pelos peitorais
Os pelos peitorais são os pelos que crescem no peito do homem na região entre o pescoço e o abdômen. O pelo do peito desenvolve-se durante e após a puberdade, juntamente com outros tipos de pelo androgênico.

## Desenvolvimento e crescimento
Embora a penugem já esteja presente na área na infância, os pelos do peito são os pelos terminais que se desenvolvem com efeito do aumento dos níveis de andrógenos (principalmente a testosterona e seus derivados) devido à puberdade. Diferente do cabelo da cabeça é, portanto, uma característica sexual secundária. Os homens tendem a ser cobertos com pelos muito mais terminais, particularmente no peito, no abdômen e no rosto.
O desenvolvimento de pelos no peito, começa, normalmente, devido à puberdade, em decorrência da produção de hormônios masculinizantes, tais como a testosterona e a di-hidrotestosterona, seu derivado. Quando um homem alcança a capacidade reprodutiva, esses pelos continuam a crescer e se tornam mais densos. Existem diferentes padrões de pelos peitorais e a maioria dos homens terá a região coberta pelo cabelo androgênico até os seus dezoito anos, embora muitos homens na casa de seus vinte anos ainda experienciem algum crescimento capilar. O crescimento continua subsequentemente.

## Padrões e características
A ocorrência e características individuais dos pelos no peito dependem da disposição genética, do estado hormonal e da idade da pessoa. Os genes determinam principalmente a quantidade, padrões e espessura dos pelos no peito. Alguns homens são muito peludos, enquanto outros não têm pelos no peito. Todas as faixas e padrões de crescimento de pelos são normais. As áreas onde os pelos terminais podem crescer são as áreas peri areolares (mamilos), o centro e os lados do peito e a clavícula.

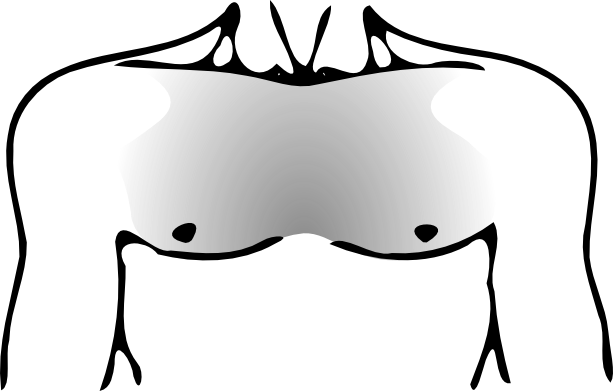
Padrão de pelos peitorais mais comum

A direção do crescimento dos pelos pode produzir padrões interessantes, semelhantes a representações de campos de vetores matemáticos. Os homens típicos exibem um nódulo no esterno superior, o pelo acima do qual aponta e o pelo abaixo do qual aponta para baixo. Alguns indivíduos têm espirais nas regiões peitorais superiores (vários centímetros do mamilo em direção ao pescoço) que correm no sentido horário no lado esquerdo e no sentido anti-horário, à direita.
Considerando uma ocorrência individual de pelos no peito como anormal geralmente não é devido a indicações médicas, mas principalmente às atitudes culturais e sociais. Um crescimento excessivo de pelos terminais no corpo de homens e mulheres é chamado de hipertricose. Este termo médico deve ser distinguido do hirsutismo que afeta apenas as mulheres. Estas mulheres podem desenvolver pelos terminais no peito seguindo o padrão masculino como um sintoma de uma doença endócrina.

### Padrões Setty

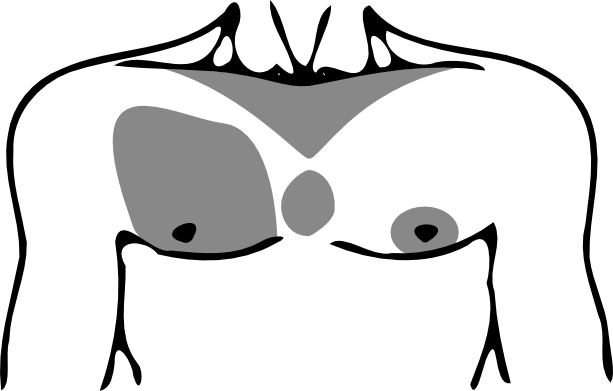
Quatro áreas no sistema de padrão de cabelo peitoral de Setty: infraclavicular (superior), pectoral (esquerda), sternal (médio) e circumareolar (direita)

Houve estudos ocasionais documentando padrões de pelos no peito em homens e ocorrência desses padrões. Um grande estudo de 1.400 homens brancos com idades entre 17 e 71 anos realizado por L.R. Setty na década de 1960 define 15 padrões de pelos no peito. Neste estudo, quatro partes do tórax em que ocorrem os pelos terminais foram identificadas:
| Área            | Descrição                                                                    | Incidência |
| --------------- | ---------------------------------------------------------------------------- | ---------- |
| Sternal         | O centro e parte inferior do corpo do esterno;                               | 74%        |
| Infraclavicular | A área imediatamente abaixo da extremidade medial da clavícula;              | 63%        |
| Pectoral        | A área da mama, incluindo a área imediatamente ao redor da aréola (mamilos); | 77%        |
| Circumareolar   | Uma pequena área imediatamente circundando a aréola.                         | 16%        |

Os pelos no peito podem ocorrer em cada uma dessas áreas, independente das outras, perfazendo um total de 15 combinações além do padrão de apilose (sem pelos). Diz-se que o pelo ocorre tanto nas áreas peitorais quanto nas circum areolares, quando há pelos ao redor dos mamilos e no seio, mas essas áreas não estão conectadas.
| Padrão | Nome                                      | Incidência |
| ------ | ----------------------------------------- | ---------- |
| A      | Apilose                                   | 6%         |
| C      | Circumareolar                             | 6%         |
| CI     | Circumareolo-infraclavicular              | 1.5%       |
| CP     | Circumareolo-pectoral                     | 0.1%       |
| CPI    | Circumareolo-pecto-infraclavicular        | 0.1%       |
| CPS    | Circumareolo-pecto-sternal                | 0.1%       |
| CPSI   | Circumareolo-pecto-sterno-infraclavicular | 0.1%       |
| CS     | Circumareolo-sternal                      | 5%         |
| CSI    | Circumareolo-sterno-infraclavicular       | 2%         |
| I      | Infraclavicular                           | 0.5%       |
| P      | Pectoral                                  | 5%         |
| PI     | Pecto-infraclavicular                     | 1.5%       |
| PS     | Pecto-sternal                             | 13%        |
| PSI    | Pecto-sterno-infraclavicular              | 57%        |
| S      | Sternal                                   | 1.7%       |
| SI     | Sterno-infraclavicular                    | 0.1%       |

O padrão pecto-sterno-infraclavicular, no qual a mama, o esterno e a extremidade medial da clavícula é coberta por pelos terminais, é mais comum (57%).

### Exemplos de padrões

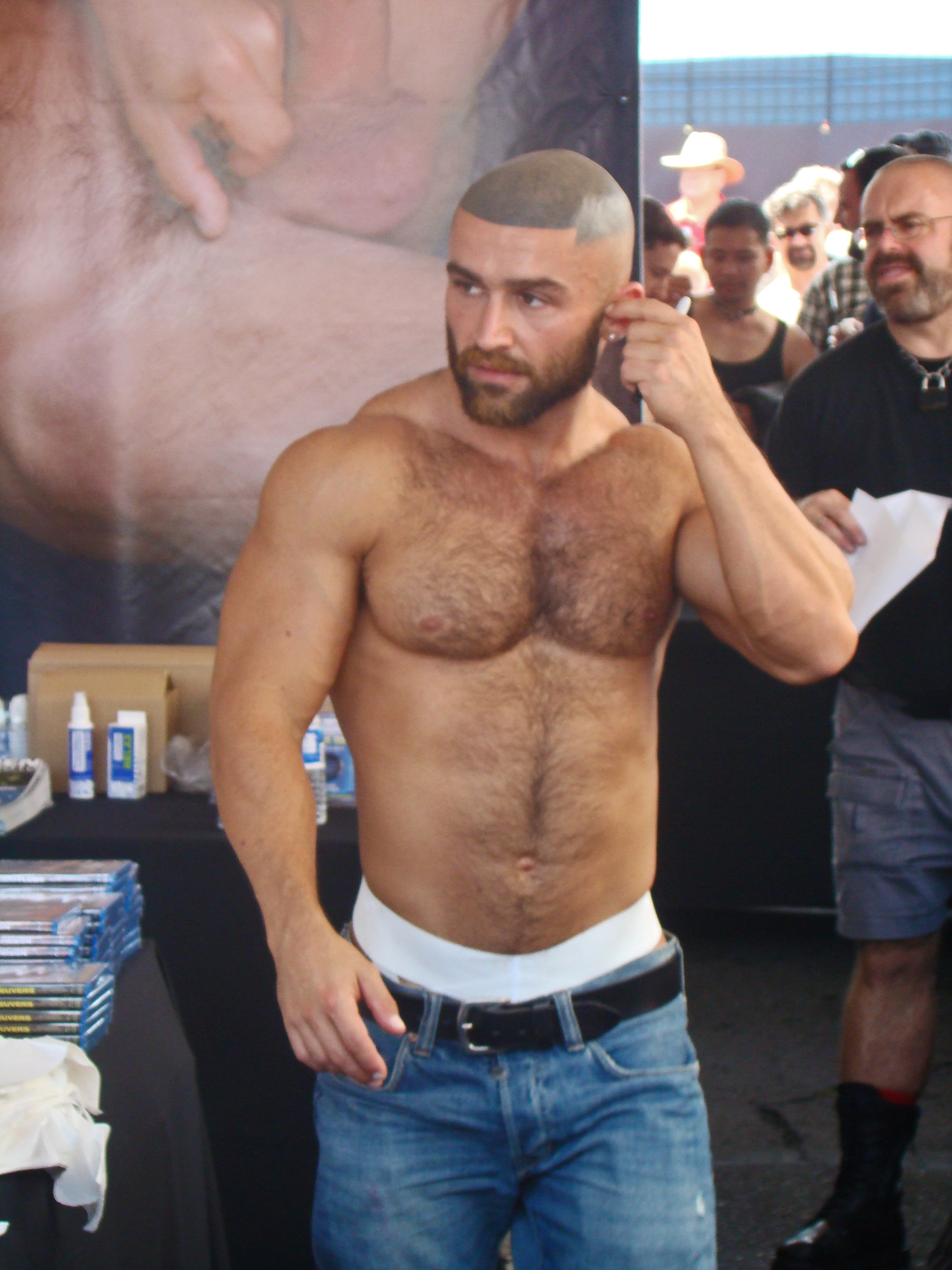
PSI – Pelos no esterno, mama e extremidade medial da clavícula
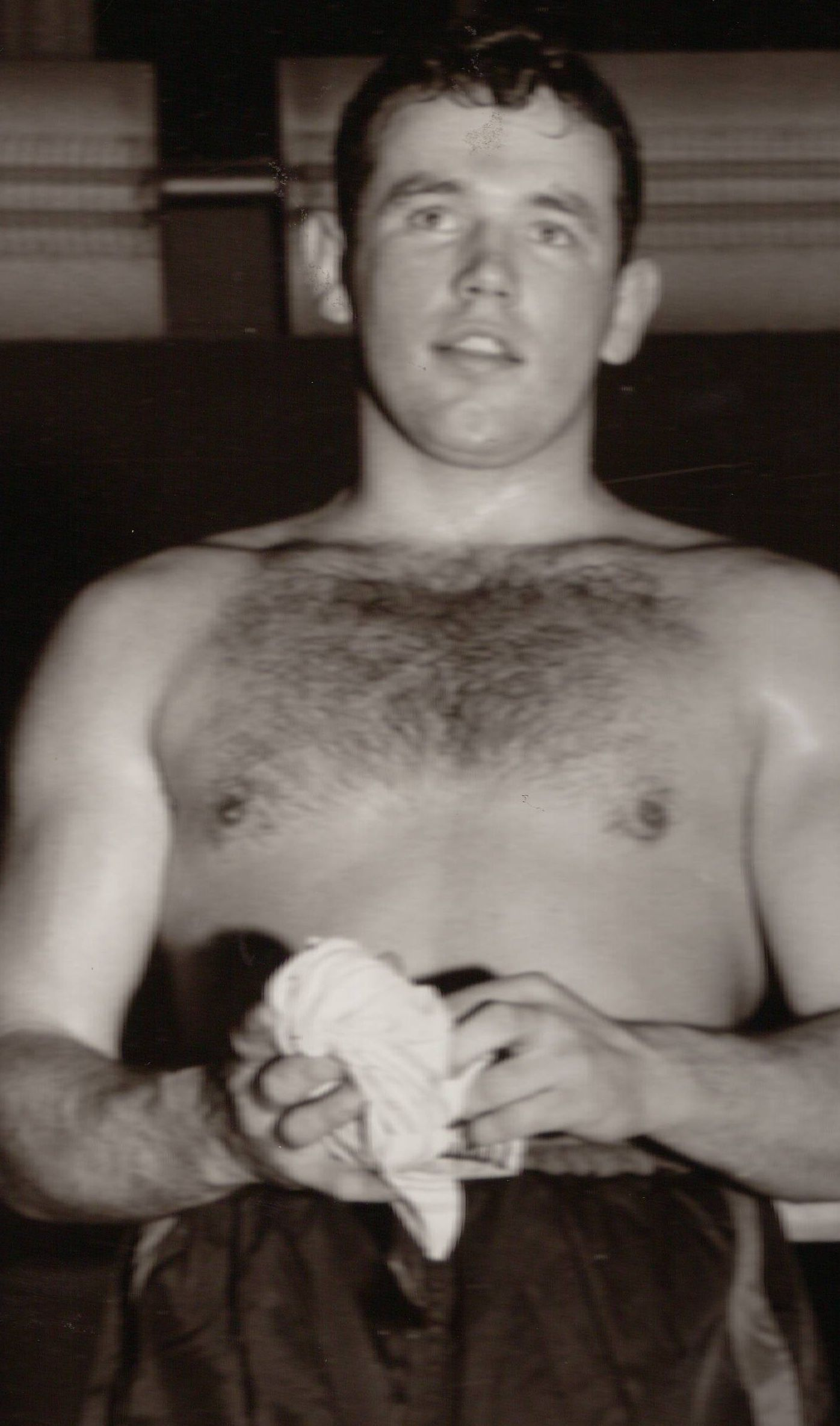
CI – Pelos abaixo da clavícula e em volta dos mamilos
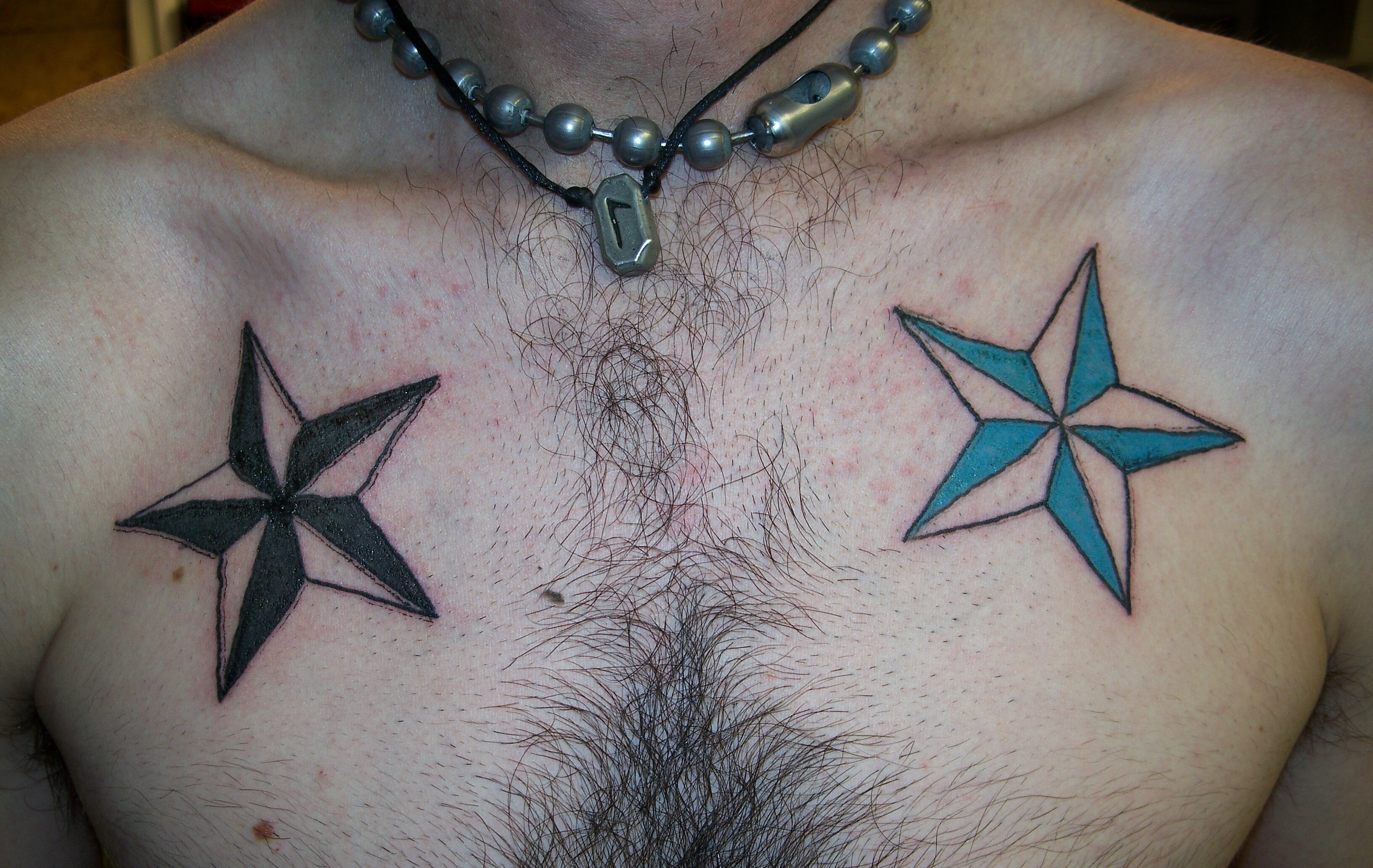
PI – Pelos na região do tórax até o fim meridional da clavícula